# Дойновци
Дойновци (до 1995 колиби  Дойновци, още Дойнов мост) е историческо село в Еленско, днес част от село Вонеща вода.

## История
Към 1934 г. селото има 57 жители. През 1978 г. поради заличаване на махала Шишковци, е присъединена към Дойновци. В днешно време няма постоянно население. Влиза в землището на село Вонеща вода.